# Konrad Lerch
Konrad Lerch SJ (* 10. Juni 1905 in Potsdam; † 28. Januar 1945 in Beuthen, Ostoberschlesien) war ein deutscher römisch-katholischer Geistlicher, Jesuit und Märtyrer.

## Leben
Konrad Lerch besuchte das Gymnasium Potsdam und trat am 12. September 1923 in ’s-Heerenberg (Niederlande) in den Jesuitenorden ein. Er studierte auf dem Schloss Exaten (in Baexem, Leudal), in Valkenburg und Kaunas und wurde am 27. August 1935 in Valkenburg von Bischof Gulielmus Lemmens (1884–1960) von Roermond zum Priester geweiht. 1937 wurde er in das St.-Josephs-Haus in Mittelsteine (Grafschaft Glatz) versetzt. 1941 wurde er Kaplan an der Pfarrkirche St. Maria in Beuthen. Dort stellte er sich am 28. Januar 1945 Roten Armee in den Weg, die das Pfarrhaus plündern wollten, in dem sich zwei Frauen befanden. Er wurde erschossen.

## Gedenken
Die deutsche katholische Kirche hat Konrad Lerch als Blutzeugen aus der Zeit des Nationalsozialismus in das deutsche Martyrologium des 20. Jahrhunderts aufgenommen.